# Illona Wieselmann
Illona Helen Wieselmann (født 29. december 1911 i Ödenburg, nu Sopron i Ungarn, død 2. december 1963) var en dansk skuespiller af østrigsk oprindelse. Hun kom efter 1. verdenskrig til Odense i 1921 som "wienerbarn" og forblev i Danmark. Hun optrådte allerede som 11-årig på Odense Teater og fik sin egentlige debut på teatret i 1926. I årene 1926 – 1932 spillede hun ved turnéteatre, indtil hun kom til Det kongelige Teater, hvor hun var ansat frem til 1953. Hendes glansrolle på dette teater var som Esther i Indenfor murene. Hun medvirkede kun i fire film, nemlig De bør forelske Dem (1935), Afsporet (1942), Så mødes vi hos Tove (1946) og den svenske Främmande hamn (I fremmed havn, 1948).

## Eksterne links
- Illona Wieselmann på gravsted.dk
- Illona Wieselmann på Internet Movie Database (engelsk)
- Illona Wieselmann på Filmdatabasen
- Illona Wieselmann på danskefilm.dk
- Illona Wieselmann på danskfilmogtv.dk
- Illona Wieselmann på Scope
- Illona Wieselmann på Svensk Filmdatabas (svensk)
- Illona Wieselmann på The Movie Database (engelsk)